# الطاقة الشمسية في كندا

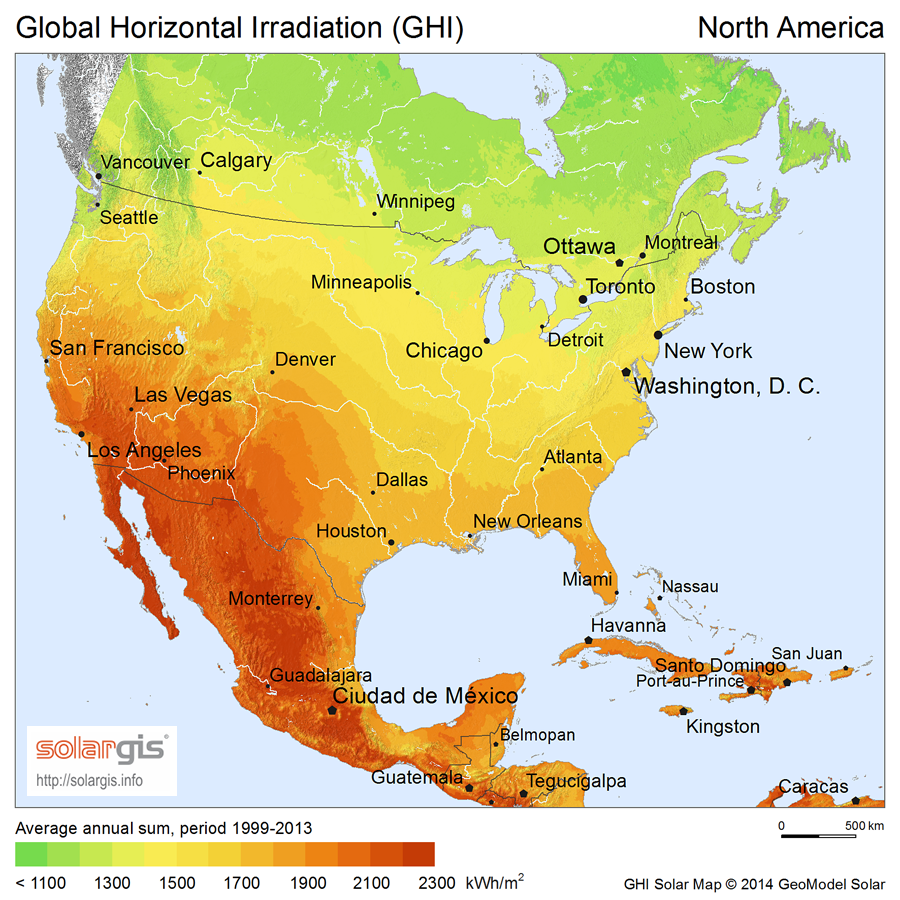
الإشعاع الشمسي في كندا.

تمتلك كندا أفضل المناطق لإنشاء محطات الطاقة الشمسية، فهي تمتلك معدل إشعاع شمسي يتركز في جنوب كولومبيا البريطانية ، أونتاريو، كيبك والبراري في غرب كندا. فهذه الأقاليم لديها أشعة شمس أقل بسبب وجودها في خط عرض أعلى.
قديما، كانت التطبيقات الرئيسية لتكنولوجيا الطاقة الشمسية في كندا تتلخص في التدفئة، تسخين المياه، تجفيف المحاصيل والخشب. ولم تكن تدخل في الشبكة الكهربائية. في عام 2001، كان يوجد أكثر من 12000 لوح شمسي منزلي بغرض تسخين المياه. و300 نظام تجاري وصناعي. 

أما الآن فتعتبر هذه التطبيقات جزء بسيط من استخدامات الطاقة الشمسية. بعض الدراسات الحكومية تشير إلى أن الطاقة الشمسية ستكون كافية لتغطيه أكثر من 5٪ من احتياجات البلاد للكهرباء بحلول عام 2025.
في الآونة الأخيرة إزداد استخدام الخلايا الشمسية كوحدات مستقلة، غالبها غير متصلة بالشبكة، تستخدم لتوصيل الكهرباء للأماكن البعيدة التي لا يمكن توصيلها بالشبكة أو التي يكلف ربطها بالشبكة كثيرا، معدات الاتصالات السلكية واللاسلكية، محطات استخراج البترول والأجهزة الملاحية والسيارات وسفن الفضاء.

واحدة من أهم تطبيقات الخلايا الشمسية توجد في التجمعات الشمالية، والتي يعتمد أغلبها على وقود الديزل غالي الثمن لتوليد الكهرباء. تقوم الحكومات الفدرالية منذ سبعينيات القرن الماضي بدعم وتشجيع مشاريع الطاقة الشمسية. أغلب مجهودها مركز على الأنظمة المختلطة التي تستطيع توفير الطاقة 24 ساعة كل يوم. باستخدام الطاقة الشمسية عند توافر أشعة الشمس مع مصدر آخر للطاقة عند غيابها لضمان استمرارية وجودة النظام ومدى الاعتماد علية.

## المناطق

### أونتاريو

أونتاريو 2005.

مع تطبيق تسعيرة (FIT) عام 2009، أصبحت أونتاريو رائدة على الصعيد العالمي في مشاريع الطاقة الشمسية. كان المشروع الأول من نوعه في أمريكا الشمالية. بفضل هذا البرنامج أصبحت أونتاريو لفترة وجيزة أكبر محطة للطاقة الشمسية في العالم (حتى أكتوبر 2010) إلى أن انتقل المركز إلى الصين ثم إلى الهند. توجد المحطة في سارنيا، أونتاريو بسعة إجمالية 97 ميجاوات، هذه السعة كافية لتوفير الطاقة لأكثر من 12000 منزل.
تهدف تسعيرة 2009 إلى توفير زيادة تقدر بأكثر من 10 كيلو وات، في حين تهدف تسعيرة المصغرة إلى تشجيع تطوير المشاريع الطاقة المتجددة الصغيرة الحجم، مثل توليد الطاقة الشمسية في المنازل. يوفر برنامج FIT المصغر 0.802 دولار/كيلو وات ساعة للأنظمة الموجودة على أسطح المنازل.
في 2 يوليو 2010، أعلن برنامج ميكروفت أن معدل توليد الطاقة الشمسية (للأنظمة المثبته على الأرض) قد إنخفض إلى 0.642 دولار/كيلو وات ساعة. هذا المعدل الجديد سبب انخفاض هامش الربح لمشروع أونتاريو من 25٪ إلى 10٪ فقط.
في 5 إبريل 2012، إنخفض المعدل إلى 0.549 دولار/كيلو وات ساعة. وصل الهدف في عام 2012 إلى 50 ميجاوات. في 7 أغسطس 2012، تم احتواء 9764 طلب لمشروع FIT بسعة إجمالية تصل إلى 8504 ميجاوات. واحتواء 1757 طلب لمشروع ميكروفت microFIT بسعة إجمالية تصل إلى 16 ميجاوات. أونتاريو كانت تهدف إلى إنهاء عصر الفحم بحلول عام 2014.
توفر محطة أرنبريور التي تم بناؤها عام 2009، 23.4 ميجاوات، ومن المتوقع زيادة السعة لتصل إلى 80 ميجاوات.

كما توجد مزرعة طاقة شمسية في سولت القديسة ماري بسعة 68 ميجاوات وهي ثاني أكبر محطة طاقة شمسية في كندا، ومزرعة بسعة 100 ميجاوات تحت الإنشاء في كينغستون، أونتاريو.
من المتوقع وصول السعة الإجمالية لمحطة أونتاريو إلى 2650 بحلول عام 2015.

اعتبارا من أكتوبر 2013، كانت الطاقة الشمسية المتولدة من مزرعة أونتاريو كافية لتوفير أقل من 0.4٪ من احتياجات المقاطعة للطاقة.

## الإحصائيات
| عام  | Σ السعة الكلية بالميجاوات (MWp) | Δ الفرق في السعة بالميجاوات (الزيادة) (MWp) | التوليد بالجيجاوات ساعة (GWh) |
| ---- | ------------------------------- | ------------------------------------------- | ----------------------------- |
| 1992 | 0.96                            |                                             |                               |
| 1993 | 1.23                            | 0.2                                         |                               |
| 1994 | 1.51                            | 0.3                                         |                               |
| 1995 | 1.86                            | 0.4                                         |                               |
| 1996 | 2.56                            | 0.7                                         |                               |
| 1997 | 3.38                            | 0.8                                         |                               |
| 1998 | 4.47                            | 1.1                                         |                               |
| 1999 | 5.83                            | 1.3                                         |                               |
| 2000 | 7.15                            | 1.4                                         |                               |
| 2001 | 8.83                            | 1.6                                         |                               |
| 2002 | 10.00                           | 1.2                                         |                               |
| 2003 | 11.83                           | 1.8                                         |                               |
| 2004 | 13.88                           | 2.1                                         |                               |
| 2005 | 16.75                           | 2.85                                        |                               |
| 2006 | 20.48                           | 3.75                                        |                               |
| 2007 | 25.77                           | 5.3                                         |                               |
| 2008 | 32.72                           | 6.9                                         |                               |
| 2009 | 94.57                           | 61.87                                       |                               |
| 2010 | 281.13                          | 186.43                                      |                               |
| 2011 | 558.29                          | 297                                         | 400                           |
| 2012 | 765.97                          | 268                                         |                               |
| 2013 | 1,210.48                        | 444.51                                      |                               |
| 2014 | 1,843.08                        | 632.60                                      |                               |

## وصلات خارجية
- Ontariogreenenergyact.ca
- Ontario Power Authority Feed-in Tariff program for renewable energy
- Huffstrategy.com
- Could Ontario Be the Next Germany?
- Renewable energy players opt to network
- Canadian Wind Energy Association
- Association of Power Producers of Ontario
- The Great Lakes May Soon be Home to Offshore Wind
- The Ontario Sustainable Energy Association
- Canadian Wind Atlas by Environment Canada
- Wind turbine production would boost troubled manufacturing
- The BC Sustainable Energy Association
- "Where is my Electricity Coming From at this Hour? (if I lived in Ontario)" (Canadian Nuclear Society, with data from IESO)
- Ontario Wind Turbine Noise Health Report Prepared by HGC Engineering Acoustical Consultants